# El País
El País è un quotidiano spagnolo. Con una media di 457 675 copie giornaliere è il giornale non sportivo con maggior diffusione in Spagna. Secondo l'Estudio general de medios del 2005 conterebbe circa 2,1 milioni di lettori, seguito da «El Mundo», con una stima di 1,29 milioni.

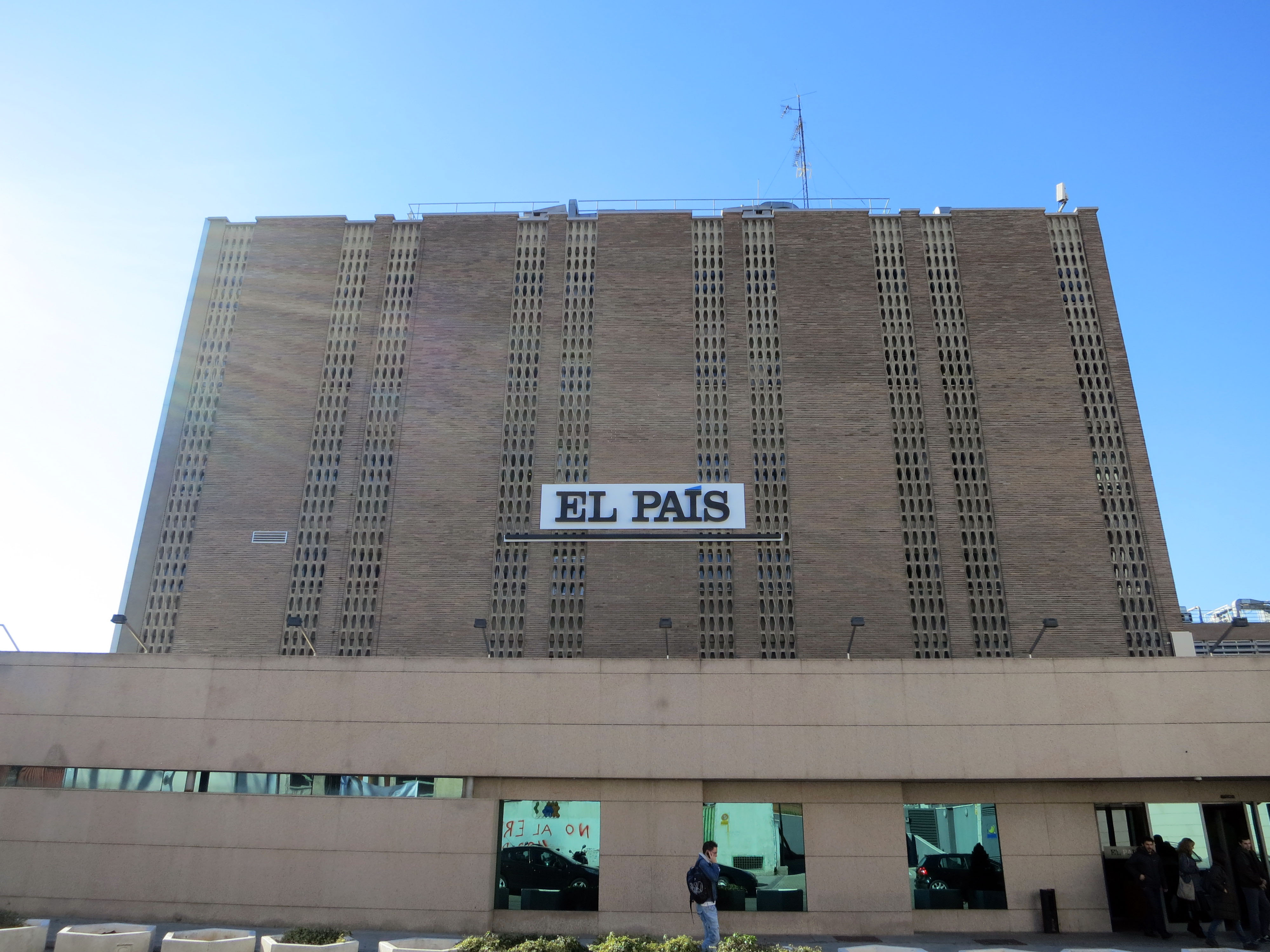
Sede centrale di El País a Madrid.

## Storia
Il primo numero uscì il 4 maggio 1976, nel periodo della transizione democratica spagnola. Il modello di riferimento era il quotidiano francese «Le Monde». In pochi anni «El País» diventa il quotidiano di riferimento della moderna Spagna progressista.
Nel 1989, «El País» ha avviato collaborazioni con altri giornali europei. Il giornale partecipa ad una rete di risorse comuni con «la Repubblica» (Italia) e «Le Monde» (Francia). Dall'ottobre 2001, un supplemento anglofono di «El País» è incluso nella versione spagnola dell'«International Herald Tribune».
Dal 2004 all'interno di «El País» esce l'inserto settimanale «New York Times International Weekly».
Notevole eco internazionale ha ricevuto la pubblicazione sull'edizione online del 5 giugno 2009, delle fotografie di alcune feste private del premier italiano Silvio Berlusconi (titolo: En la villa del Papi), non pubblicate in Italia per ordine della magistratura, dove venivano usati aerei di stato.
Nell'ottobre del 2014 lancia un'edizione digitale in catalano.

## Assetto proprietario
«El País» fa parte del conglomerato mediatico di Gruppo PRISA, il cui presidente esecutivo è Juan Luis Cebrián.
Nel 2013 l'editore ha dichiarato lo stato di crisi ed ha avviato una ristrutturazione del giornale. La redazione non ha accettato il piano di 127 licenziamenti e si è duramente scontrata con l'editore e il direttore responsabile. Il quotidiano è stato ceduto al fondo statunitense «Liberty Acquisition Holding», che ha acquisito il 57% delle azioni, pur restando parte integrante di PRISA. Successivamente, secondo alcune opinioni,  la linea editoriale sarebbe stata meno ostile al governo guidato dal centrista Rajoy.

## Edizioni
«El País» esce in quattro edizioni: quella spagnola, la principale (con pagine dedicate alle regioni spagnole), quella europea in spagnolo, la versione internazionale in inglese e una versione in catalano.
Dal 2013 al 2021, il quotidiano disponeva anche di un'edizione brasiliana, edita in portoghese.
L'edizione web statunitense del País è il più visitato sito d'informazione in lingua spagnola nel Paese nordamericano.

## Premio Ortega y Gasset
Annualmente il quotidiano assegna al miglior giornalista in lingua spagnola il Premio Ortega y Gasset nel campo della comunicazione.

## Principali firme
- Martín Caparrós
- Paolo Flores d'Arcais
- Elvira Lindo
- Javier Marías
- Rosa Montero
- Roberto Saviano
- Mario Vargas Llosa
- Manuel Vázquez Montalbán